# Helieae
Helieae es una tribu de plantas con flores perteneciente a la familia de las gentianáceas. Contiene   220 especies en 22 géneros . Macrocarpaea  es el género más grande .

## Descripción
Son arbustos o hierbas perennes o anuales. Las hojas pueden ser sésiles o pecioladas . Las inflorescencias están ramificadas en cimas , rara vez axilares       y / o también con flores solitarias . El fruto es una cápsula de tejido o leñosa.

## Distribución
Las especies de esta tribu se distribuyen solamente por el Neotrópico  ( trópico americano ): desde México hasta Bolivia y Paraguay.

## Hábitat
Su hábitat sonb los bosques húmedos, bosques nubosos , sabanas , pastizales , y con menos frecuencia   los bordes de caminos y otros hábitats perturbados. Desde las tierras bajas a las altas montañas .

## Géneros
| - Adenolisianthus - Aripuana - Calolisianthus - Celiantha - Chelonanthus - Chorisepalum - Helia | - Irlbachia - Lagenanthus - Lehmanniella - Macrocarpaea - Neblinantha - Prepusa - Purdieanthus - Rogersonanthus | - Senaea - Sipapoantha - Symbolanthus - Tachia - Tetrapollinia - Wurdackanthus - Zonanthus |